# Sub-Wahrscheinlichkeitsmaß
Ein Sub-Wahrscheinlichkeitsmaß, auch Sub-Wahrscheinlichkeitsverteilung genannt, ist eine Mengenfunktion in der Stochastik, die eine Verallgemeinerung der Wahrscheinlichkeitsmaße darstellt. Im Gegensatz zu Wahrscheinlichkeitsmaßen wird bei Sub-Wahrscheinlichkeitsmaßen der Obermenge immer eine Zahl kleinergleich 1 und nicht exakt 1 zugeordnet.

## Definition
Ein Sub-Wahrscheinlichkeitsmaß ist eine Mengenfunktion
{\displaystyle \mu :{\mathcal {A}}\to [0,1]}
auf einem Messraum {\displaystyle (X,{\mathcal {A}})}, also einer Grundmenge {\displaystyle X} und einer σ-Algebra {\displaystyle {\mathcal {A}}} über dieser Grundmenge mit den folgenden Eigenschaften:
- σ-Additivität: Für jede abzählbare Folge von paarweise disjunkten Mengen {\displaystyle A_{1},A_{2},A_{3},\dots } aus {\displaystyle {\mathcal {A}}} gilt

{\displaystyle \mu \left(\bigcup _{i=1}^{\infty }A_{i}\right)=\sum _{i=1}^{\infty }\mu (A_{i})}
- Es ist {\displaystyle \mu (X)\leq 1}.

## Elementare Eigenschaften
Die endlichen signierten Maße über einem gemeinsamen Messraum bilden einen reellen Vektorraum.
In diesem Raum enthalten die Sub-Wahrscheinlichkeitsmaße die Menge der Wahrscheinlichkeitsmaße als konvexe Teilmenge, umgekehrt bilden die Sub-Wahrscheinlichkeitsmaße selbst eine konvexe Teilmenge der endlichen Maße und erben somit viele deren Eigenschaften. Exemplarisch sei hier genannt:
- Es ist {\displaystyle \mu (\emptyset )=0}
- Monotonie: Ein Sub-Wahrscheinlichkeitsmaß ist eine monotone Abbildung von {\displaystyle ({\mathcal {A}},\subset )} nach {\displaystyle ([0,1],\leq )}, das heißt für {\displaystyle A,B\in {\mathcal {A}}} gilt

{\displaystyle B\subset A\implies \mu (B)\leq \mu (A)}.
- σ-Subadditivität: Für eine beliebige Folge {\displaystyle (A_{n})_{n\in \mathbb {N} }} von Mengen aus {\displaystyle {\mathcal {A}}} gilt {\displaystyle \mu \left(\bigcup _{n=1}^{\infty }A_{n}\right)\leq \sum _{n=1}^{\infty }\mu (A_{n})}.
- σ-Stetigkeit von unten: Ist {\displaystyle (A_{n})_{n\in \mathbb {N} }} eine monoton gegen {\displaystyle A} wachsende Mengenfolge in {\displaystyle {\mathcal {A}}}, also {\displaystyle A_{n}\uparrow A}, so ist {\displaystyle \lim _{n\to \infty }\mu (A_{n})=\mu (A)}.
- σ-Stetigkeit von oben: Ist {\displaystyle (A_{n})_{n\in \mathbb {N} }} eine monoton gegen {\displaystyle A} fallende Mengenfolge in {\displaystyle {\mathcal {A}}}, also {\displaystyle A_{n}\downarrow A}, so ist {\displaystyle \lim _{n\to \infty }\mu (A_{n})=\mu (A)}.

## Eigenschaften auf verschiedenen Grundräumen
Die Eigenschaften von Sub-Wahrscheinlichkeitsmaßen in Abhängigkeit von der Struktur der Grundräume (Topologischer Raum, metrischer Raum, Polnischer Raum o. ä.) entsprechen im Wesentlichen den Eigenschaften von endlichen Maßen auf ebendiesen Räumen und sind im dortigen Artikel ausgiebig erläutert.
Einer der wenigen Unterschiede von Sub-Wahrscheinlichkeitsmaßen zu endlichen Maßen ist, dass Folgen oder Mengen von Sub-Wahrscheinlichkeitsmaßen immer beschränkt sind. Dabei heißt eine Folge von Maßen beschränkt, wenn {\displaystyle \textstyle \sup _{n\in \mathbb {N} }\{\|\mu _{n}\|_{\operatorname {TV} }\}<\infty } ist. Mit {\displaystyle \|\mu _{n}\|_{\operatorname {TV} }} ist hierbei die Totalvariationsnorm bezeichnet. Dies ist aber für Sub-Wahrscheinlichkeitsmaße immer erfüllt, da per Definition
{\displaystyle \mu (X)=\|\mu _{n}\|_{\operatorname {TV} }\leq 1}
ist. Dies führt beispielsweise zu alternativen Formulierungen beim Satz von Prochorow, da dann auf die Beschränktheit verzichtet werden kann. Er lautet dann:
- Ist {\displaystyle (X,d)} ein separabler metrischer Raum und ist eine Menge von Sub-Wahrscheinlichkeitsmaßen auf der Borelschen σ-Algebra straff, so ist die Menge relativ folgenkompakt bezüglich der schwachen Konvergenz.
- Ist {\displaystyle X} ein polnischer Raum, so ist eine Menge von Sub-Wahrscheinlichkeitsmaßen genau dann relativ folgenkompakt bezüglich der schwachen Konvergenz, wenn die Menge straff ist.

Des Weiteren gibt es noch spezielle Formulierungen des Portmanteau-Theorems für Sub-Wahrscheinlichkeitsmaße.
Ein Subwahrscheinlichkeitsmaß auf dem Messraum {\displaystyle (\mathbb {R} ,{\mathcal {B}})}, wobei {\displaystyle {\mathcal {B}}} die Borelsche σ-Algebra bezeichnet, kann durch eine Subverteilungsfunktion als Verteilungsfunktion im maßtheoretischen Sinn charakterisiert werden.